# Violiris
Violiris (Iris sanguinea) är en irisväxtart som beskrevs av James Donn och Jens Wilken Hornemann. Enligt Catalogue of Life ingår Violiris i släktet irisar och familjen irisväxter, men enligt Dyntaxa är tillhörigheten istället släktet irisar och familjen irisväxter. Arten förekommer tillfälligt i Sverige, men reproducerar sig inte.

## Underarter
Arten delas in i följande underarter:
- I. s. sanguinea
- I. s. violacea
- I. s. yixingensis

## Bildgalleri

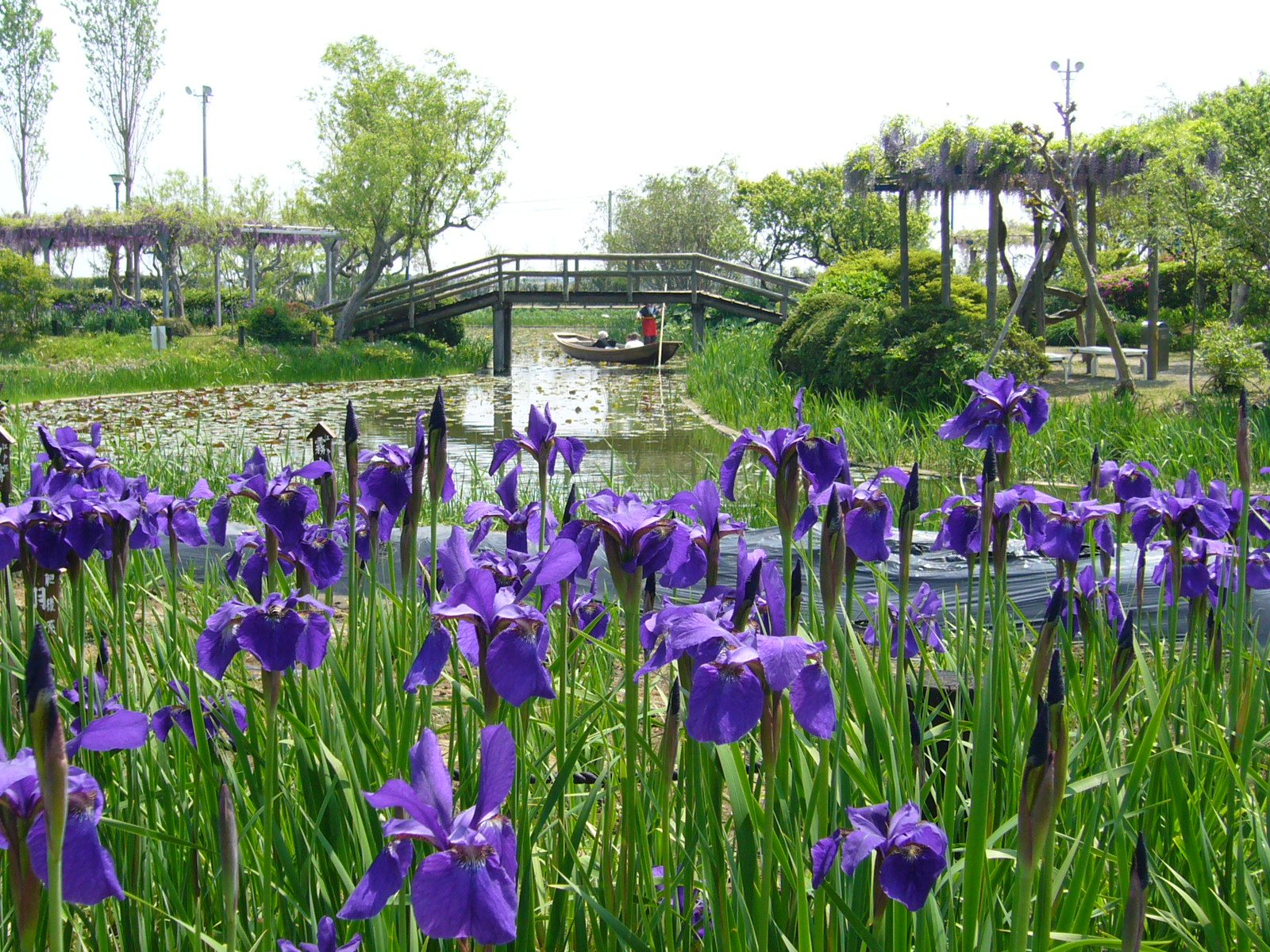
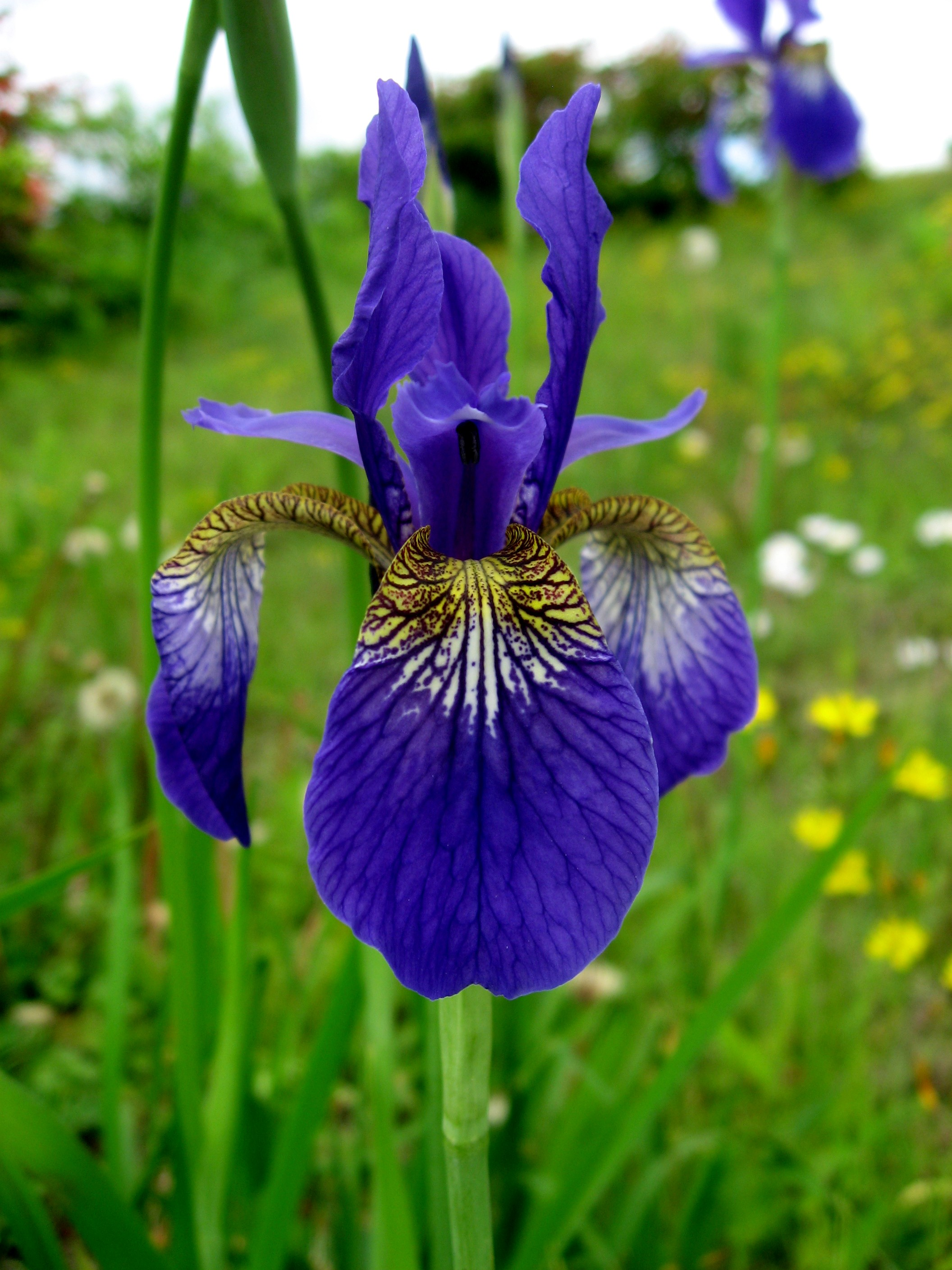
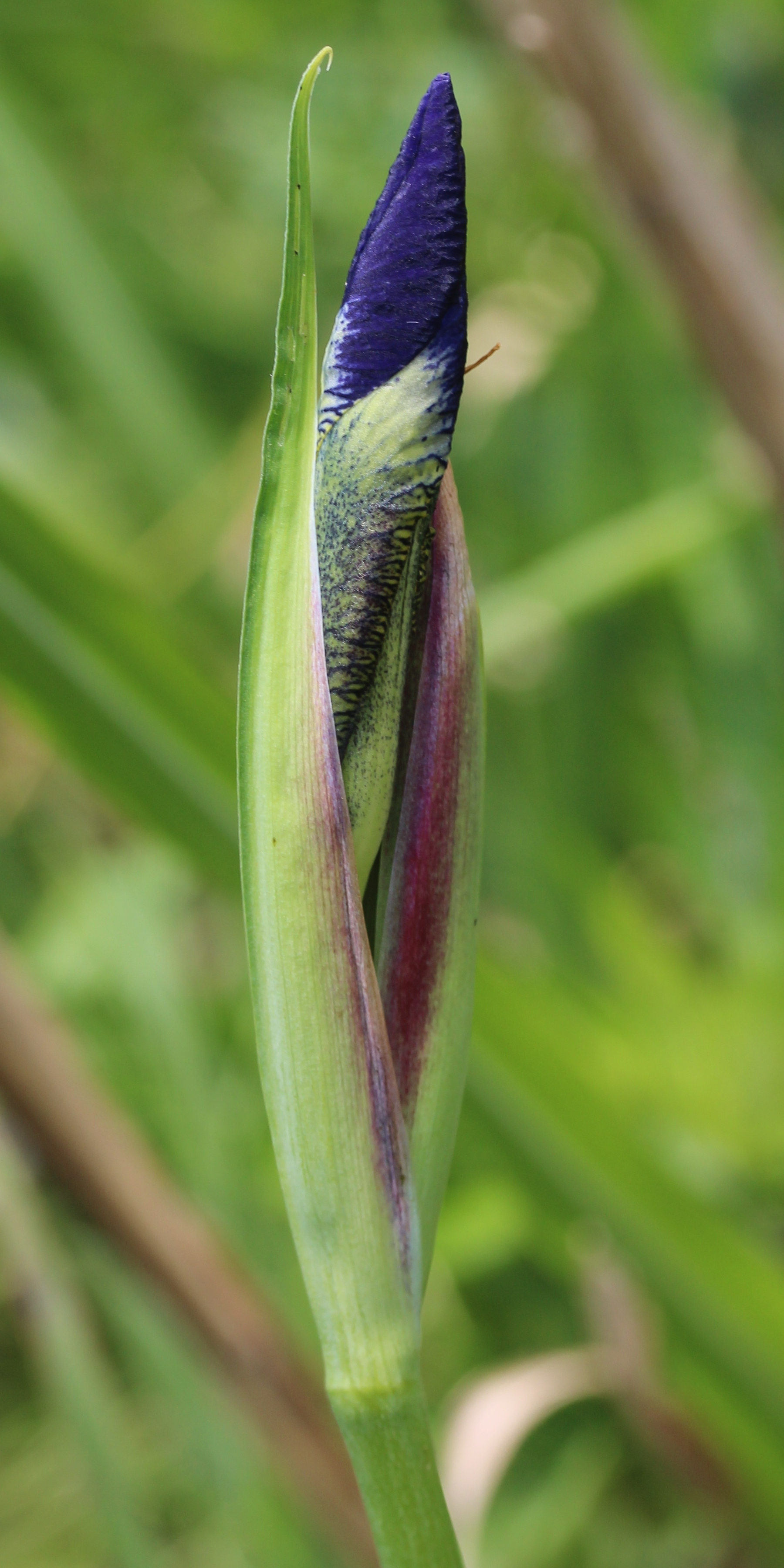
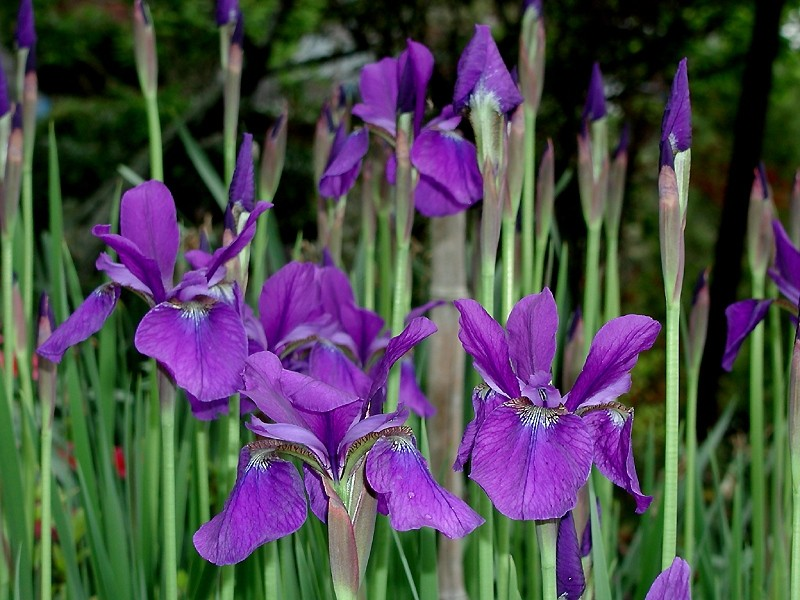
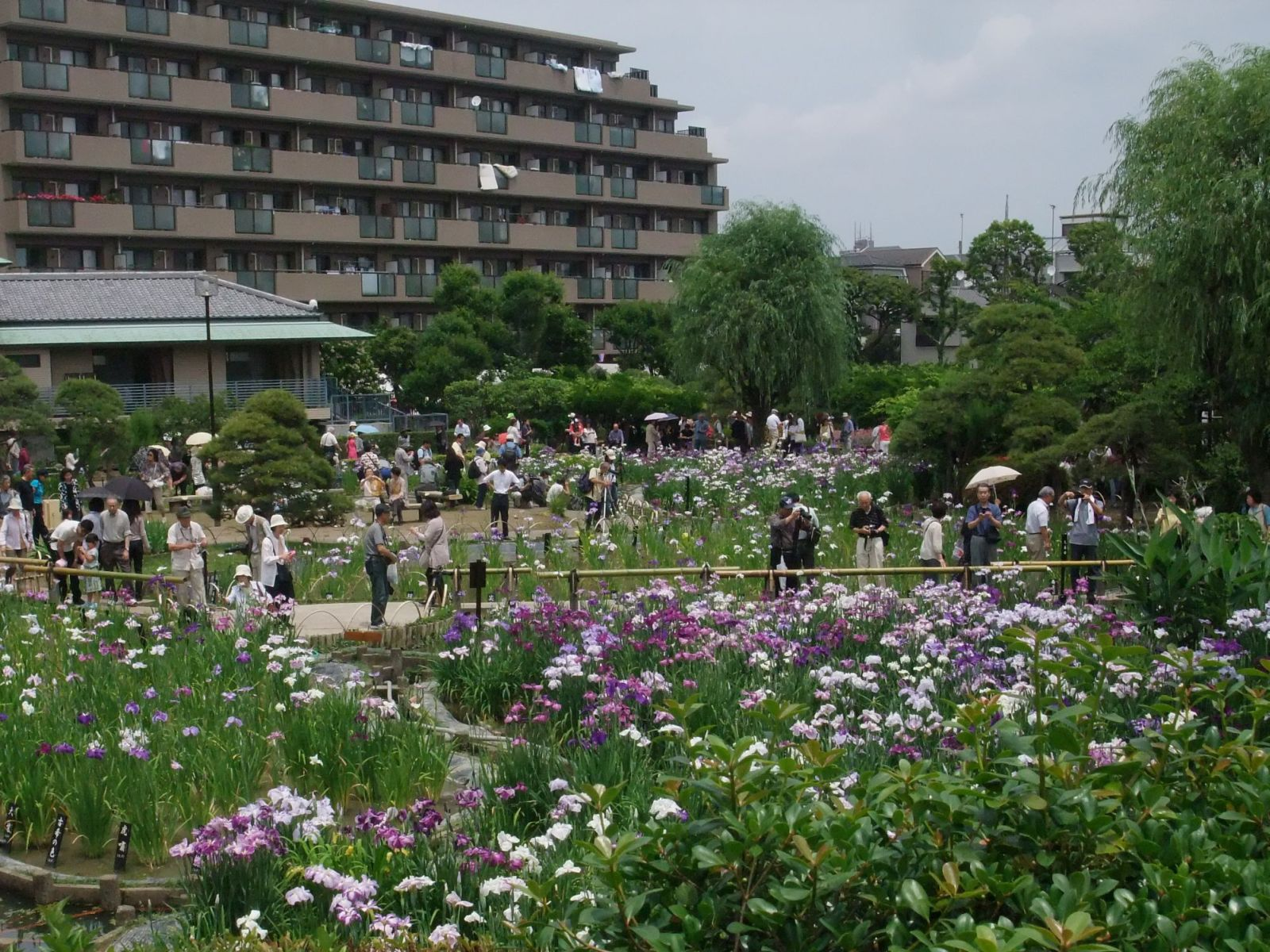
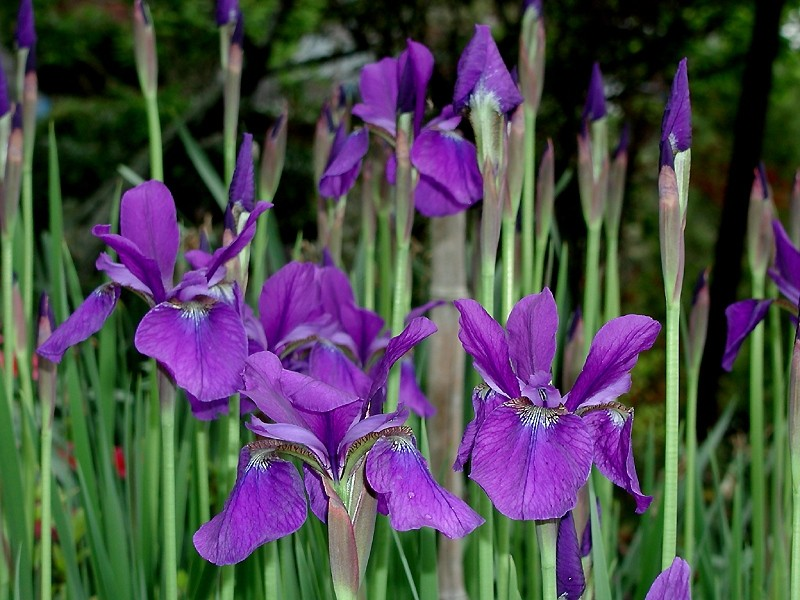